# Equetus
Pour les articles homonymes, voir Chevalier (poisson).
Genre
Equetus est un genre de poissons de la famille des Sciaenidae, ne contenant que deux espèces appelées Chevaliers.

## Liste d'espèces
Selon ITIS:
- Equetus lanceolatus (Linnaeus, 1758) — Chevalier lancier
- Equetus punctatus (Bloch & Schneider, 1801) — Chevalier ponctué